# Álvaro Sanz (calciatore)
Álvaro Sanz Catalán (Caspe, 14 febbraio 2001) è un calciatore spagnolo, centrocampista del Racing Ferrol.

## Carriera

### Club
Álvaro Sanz è entrato a far parte de La Masia nel 2015 dopo alcune stagioni passate nel Real Saragozza. Nella stagione 2017-2018 ha vinto la UEFA Youth League con la formazione Under-19 ed il 26 giugno 2020 ha prolungato il contratto fino al 2023 ottenendo al contempo la promozione nel Barcellona B. Ha debuttato il 18 ottobre nell'incontro di Segunda División B vinto1-0 contro il Gimnàstic.
Nell'estate del 2021 ha iniziato ad allenarsi con il gruppo della prima squadra ed il 2 gennaio 2022 ha esordito in Primera División nell'incontro vinto 1-0 contro il Maiorca. La stagione successiva, il 1º settembre 2022, ha esordito in Champions League nell'incontro della fase a gironi vinto 4-2 contro il Viktoria Plzeň. 
Il 20 gennaio 2023 è stato ceduto a titolo definitivo al Mirandés.

### Nazionale
Con la nazionale spagnola Under-19 ha preso parte al vittorioso campionato d'Europa del 2019.

## Statistiche

### Presenze e reti nei club
Statistiche aggiornate al 30 marzo 2024.
| Stagione        | Squadra         | Campionato      | Campionato | Campionato | Coppe nazionali | Coppe nazionali | Coppe nazionali | Coppe continentali | Coppe continentali | Coppe continentali | Altre coppe | Altre coppe | Altre coppe | Totale | Totale | Totale |
| Stagione        | Squadra         | Comp            | Pres       | Reti       | Comp            | Pres            | Reti            | Comp               | Pres               | Reti               | Comp        | Pres        | Reti        | Pres   | Reti   |        |
| --------------- | --------------- | --------------- | ---------- | ---------- | --------------- | --------------- | --------------- | ------------------ | ------------------ | ------------------ | ----------- | ----------- | ----------- | ------ | ------ | ------ |
| 2020-2021       | Barcellona B    | SDB             | 16         | 0          |                 | -               | -               |                    | -                  | -                  |             | -           | -           | 16     | 0      |        |
| 2021-2022       | Barcellona B    | PDR             | 31         | 1          |                 | -               | -               |                    | -                  | -                  |             | -           | -           | 31     | 1      |        |
| 2022-gen. 2023  | Barcellona B    | PF              | 12         | 1          |                 | -               | -               |                    | -                  | -                  | CC          | 1           | 0           | 13     | 1      |        |
| 2021-2022       | Barcellona      | PD              | 2          | 0          | CR              | 1               | 0               | UCL+UEL            | 0                  | 0                  | SS          | 0           | 0           | 3      | 0      |        |
| 2022-gen. 2023  | Barcellona      | PD              | 0          | 0          | CR              | 0               | 0               | UCL                | 1                  | 0                  | SS          | 0           | 0           | 1      | 0      |        |
| gen.-giu. 2023  | Mirandés        | SD              | 15         | 0          | CR              | 0               | 0               |                    | -                  | -                  |             | -           | -           | 15     | 0      |        |
| 2023-2024       | Mirandés        | SD              | 33         | 1          | CR              | 1               | 0               |                    | -                  | -                  |             | -           | -           | 34     | 1      |        |
| Totale carriera | Totale carriera | Totale carriera | 109        | 3          |                 | 2               | 0               |                    | 1                  | 0                  |             | 1           | 0           | 113    | 3      |        |

## Palmarès

### Club

#### Competizioni giovanili
- UEFA Youth League: 1

Barcellona: 2017-2018

### Nazionale
- Campionato d'Europa Under-19: 1

Armenia 2019